# مجلة الهندسة الإنشائية
مجلة الهندسة الإنشائية، هي المجلة المهنية الرئيسية التي يراجعها الأقران للجمعية الأمريكية للمهندسين المدنيين، وهي أقدم مجتمع مهني متخصص في الهندسة المدنية في الولايات المتحدة. المجلة هي واحدة من المجلات الرئيسية للجمعية برعاية معهد الهندسة الإنشائية أو الجمعية الأمريكية للمهندسين المدنيين

## مجال العمل
تشارك هذه المجلة المعرفة والتطورات في مجال الهندسة الإنشائية. تتكون من الموضوعات التي يتم تناولها النمذجية الهيكليه والتصميم؛ تقنيات المحاكاة التحليلية والحاسوبية والتجريبية؛ ومناقشة طرق الحفاظ على الهياكل القائمة، والهياكل المستدامة، والبنية التحتيه المرنه، وإعادة تأهيلها والمحتوى المتطور أيضاً. 

## نشأة المجلة
في الأصل، كانت المجلات جزءًا من أعمال الجمعية الأمريكية للمهندسين المدنيين، والتي نُشرت لأول مرة في عام 1873. بدأت المجلة النشر بشكل منفصل في عام 1956 كجزء من مجلة القسم الإنشائي (رقم الدوريات المعياري الدولي 0044-8001). في عام 1983، تم تغيير اسم المجلة إلى مجلة الهندسة الإنشائية (رقم الدوريات المعياري الدولي 0733-9445)
من بين المحررين السابقين للمجلة:
- ضجون إي باور: المجلد. 107 رقم 6 (سنة واحدة 3 أشهر)
- دونالد ماكدونالد: المجلد. 108 رقم 10 (سنة واحدة 11 شهرًا)
- توماس جي ويليامسون: . 110 رقم 10 (سنتان وشهر)
- ألفريدو إتش إس. أنج: المجلد. 112 رقم 11 (4 سنوات وشهر واحد)
- جيمس تي بي ياو: المجلد. 116 رقم 12 (سنة واحدة و 10 أشهر)
- فيرنون ب.واتوود: المجلد. 118 رقم 11 (سنة واحدة 11 شهرًا)
- ديفيد داروين: المجلد. 120 رقم 11 (5 سنوات و 10 شهور)
- جيم ديل بوكنر: المجلد. رقم 126 رقم 10 (سنتان 11 شهرًا)
- ساشي كوناث: المجلد. 129 رقم 10 (7 سنوات)
- شريف الطويل: المجلد. 136 رقم 10 (الآن)

## المقاييس
| قياس                      | 2018  |
| ------------------------- | ----- |
| عامل التأثير (سنتان)      | 2.528 |
| عامل التأثير لمدة 5 سنوات | 2.814 |
| مؤشر الوساطة              | 0.261 |
| سايتسكور                  | 2.95  |
| نقاط Eigenfactor          | 0.011 |
| المادة تأثير النتيجة      | 0.861 |
| ح- الفهرس                 | 126   |
| تصنيف مجلة SCImago        | 1.91  |

## فهارس
تم فهرسة مجلة الهندسة الإنشائية في كل من الإطارات التالي: «سكوبس» و «شبكة العلوم» و «مجلة المهندسين» وقاعدة بيانات الهندسة المدنية و «وورد كات» وهي متوفرة على «بروكويست» و «إبسكونت».

## روابط خارجية
- مكتبة ASCE
- الصفحة الرئيسية للمجلة ولوحة التحرير